# Frane Paro
Frane Paro (Zagreb, 5. travnja 1940.) hrvatski je grafičar.
Diplomirao je 1964. slikarstvo na Akademiji likovnih umjetnosti u Zagrebu. Kasnije je završio i poseban tečaj grafike.
Objavio je 1991. knjigu „Grafika Marginalije o crno-bijelom”.